# Halk TV
Halk TV е национален телевизионен канал в Турция, създаден през 2005 г. Известен е с връзките си с Републиканската народна партия (CHP), въпреки че през 2011 г. при избора на Кемал Кълъчдаролу отношенията му с партията са прекъснати. По време на антиправителствените протести през 2013 г. в парка „Гези“ Halk TV е сред малкото турски телевизионни канали, които излъчват събитията на живо. Поради това медийният регулатор, Висшият съвет за радио и телевизия (RTÜK), налага глоба на Halk TV за „накърняване на физическото, моралното и психическото развитие на децата и младите хора“.

## История
Телевизията е създадена през 2005 г. от бившия ковчежник на Републиканската народна партия – Махмут Йълдъз, и получава известно финансиране от партията. През 2011 г., когато Кемал Кълъчдаролу поема ръководството на CHP, партията намаля финансирането си, което води до сериозни финансови затруднения за Halk TV. Тогава Кълъчдаролу призовава депутатите и членовете на CHP да не гостуват в предавания на телевизията. През 2011 г. бившият кмет на община Есенюрт – Гюрбюз Чапан – поддържа отношения с Halk TV.
През май 2013 г. Halk TV е порицана от медийния регулатор RTÜK за излъчване на „най-гледано“ видео от „Ютюб“, което според него е насочено към унижение на премиера Реджеп Таип Ердоган.
В началото на 2020 г. Halk TV е продадена на бизнесмена Джафер Махироглу. През януари 2025 г. главният редактор на станцията Серхан Аскер е задържан заедно с водещата Седа Селек и независимия журналист Барис Пехливан, след като телевизията излъчва телефонен разговор между Пехливан и назначен от съда експерт, обвинен в предубеждения срещу кметове, принадлежащи към опозиционната Републиканска народна партия.
През юни 2025 г. Истанбулският съд издава заповед за арест на собственика на телевизията Джафер Махироглу, обвинен в манипулиране на търгове и участие в престъпна организация, свързана с опозицията.